# توکانمای قهوه‌ای
توکانمای قهوه‌ای (نام علمی: Illadopsis fulvescens) نام یک گونه از سرده توکانماها است.